# Abrochia obsoleta
Abrochia obsoleta är en fjärilsart som beskrevs av Max Wilhelm Karl Draudt 1915. Abrochia obsoleta ingår i släktet Abrochia och familjen björnspinnare. Inga underarter finns listade i Catalogue of Life.